# روبرت دبليو. كون
روبرت دبليو. كون (بالإنجليزية: Robert W. Cone)‏ هو ضابط أمريكي، ولد في 19 مارس 1957 في مانشستر في الولايات المتحدة، وتوفي في 18 سبتمبر 2016.